# Ezequiel Parnisari
Oscar Ezequiel Jonathan Parnisari (n. San Luis, provincia de San Luis, Argentina; 1 de junio de 1990) es un futbolista argentino. Juega de defensor y su equipo actual es San Miguel de la Primera Nacional de Argentina.

## Trayectoria

### Inicios
Comenzó jugando en el equipo de su ciudad, San Luis, Estudiantes. Rápidamente viajó hacia la provincia de Buenos Aires para recalar en las divisiones inferiores de Olimpo.

### Olimpo
Debutó como profesional en Olimpo el 30 de noviembre de 2011, en la victoria por 1-2 sobre Central Norte de Salta por la Copa Argentina. En el campeonato de Primera División, debutó el 3 de diciembre del mismo año, en un empate frente a Lanús. En su primer etapa en el Aurinegro, Parnisari jugó 25 partidos.

### Deportivo Anzoátegui
Parnisari viajó hacia Venezuela para jugar en Deportivo Anzoátegui. Durante su préstamo en el club caribeño, el central argentino jugó 22 partidos en el campeonato venezolano, además de darse el lujo de disputar 6 partidos internacionales (2 por Copa Sudamericana y 4 por Copa Libertadores) ante rivales como Peñarol de Uruguay, Arsenal de Argentina y Santos Laguna de México.

### Vuelta a Olimpo
Luego de la cesión en Venezuela, Parnisari regresó a Olimpo en 2014. En su segunda etapa, el central disputó 62 partidos y convirtió un gol contra Vélez Sarsfield.

### Aldosivi
Parnisari se convirtió en refuerzo de Aldosivi en 2017, para regresar al Tiburón a Primera División, lugar que había perdido en la temporada 2016-17. Debutó el 16 de septiembre en la victoria de visitante por 1-2 sobre Ramón Santamarina. Con el equipo marplatense consiguió el campeonato de la Primera B Nacional, venciendo en el desempate por el primer puesto a Almagro.

### Agropecuario
A pesar del objetivo conseguido con Aldosivi, Parnisari no siguió en la institución bonaerense. Desembarcó en Agropecuario, también de la Primera B Nacional. En el Sojero lleva disputados más de 70 encuentros, con 5 tantos.

### Unión La Calera
En enero de 2024, el futbolista es presentado en Club de Deportes Unión La Calera perteneciente a la primera división del futbol de Chile.

## Estadísticas

### Clubes
- Actualizado hasta el 20 de noviembre de 2022.

| Olimpo Argentina | 1.ª                 | 2011-12             | 11  | 0  | 2  | 0 | -  | - | 13  | 0  | 0,00 |
| Olimpo Argentina | 2.ª                 | 2012-13             | 7   | 0  | 4  | 0 | -  | - | 11  | 0  | 0,00 |
| Olimpo Argentina | 1.ª                 | 2014                | 9   | 0  | 0  | 0 | -  | - | 9   | 0  | 0,00 |
| Olimpo Argentina | 1.ª                 | 2015                | 26  | 1  | 1  | 0 | -  | - | 27  | 1  | 0,03 |
| Olimpo Argentina | 1.ª                 | 2016                | 14  | 0  | 0  | 0 | -  | - | 14  | 0  | 0,00 |
| Olimpo Argentina | 1.ª                 | 2016-17             | 11  | 0  | 1  | 0 | -  | - | 12  | 0  | 0,00 |
| Olimpo Argentina | Total club          | Total club          | 78  | 1  | 8  | 0 | -  | - | 86  | 1  | 0,01 |
| Deportivo Anzoátegui · Venezuela | 1.ª                 | 2013-14             | 22  | 0  | 0  | 0 | 6  | 0 | 28  | 0  | 0,00 |
| Deportivo Anzoátegui · Venezuela | Total club          | Total club          | 22  | 0  | 0  | 0 | 6  | 0 | 28  | 0  | 0,00 |
| Aldosivi Argentina | 2.ª                 | 2017-18             | 22  | 0  | 1  | 0 | -  | - | 23  | 0  | 0,00 |
| Aldosivi Argentina | Total club          | Total club          | 22  | 0  | 1  | 0 | -  | - | 23  | 0  | 0,00 |
| Agropecuario Argentina | 2.ª                 | 2018-19             | 23  | 2  | 2  | 0 | -  | - | 25  | 2  | 0,05 |
| Agropecuario Argentina | 2.ª                 | 2019-20             | 17  | 1  | 0  | 0 | -  | - | 17  | 1  | 0,05 |
| Agropecuario Argentina | 2.ª                 | 2020                | 8   | 0  | -  | - | -  | - | 8   | 0  | 0,00 |
| Agropecuario Argentina | 2.ª                 | 2021                | 28  | 3  | -  | - | -  | - | 28  | 3  | 0,10 |
| Agropecuario Argentina | Total club          | Total club          | 76  | 6  | 2  | 0 | -  | - | 78  | 6  | 0,07 |
| Instituto Argentina | 2.ª                 | 2022                | 36  | 2  | -  | - | -  | - | 36  | 2  | 0,05 |
| Instituto Argentina | 1.ª                 | 2023                | 0   | 0  | 0  | 0 | -  | - | 0   | 0  | 0    |
| Instituto Argentina | Total club          | Total club          | 36  | 2  | 0  | 0 | -  | - | 36  | 2  | 0,05 |
| Unión La Calera · Chile | 1.ª                 | 2024                | 24  | 1  | 1  | 0 | 6  | 0 | 31  | 1  | 0.03 |
| Unión La Calera · Chile | Total club          | Total club          | 22  | 1  | 1  | 0 | 6  | 0 | 31  | 1  | 0,03 |
| Total en su carrera | Total en su carrera | Total en su carrera | 256 | 10 | 12 | 0 | 12 | 0 | 282 | 10 | 0,03 |
| (1) Las copas nacionales se refiere a la Copa Argentina, a la Copa Venezuela y a Copa Chile. (2) Las copas internacionales se refiere a la Copa Libertadores y a la Copa Sudamericana. (3) Media de goles por encuentro. No incluye goles en partidos amistosos. |                     |                     |     |    |    |   |    |   |     |    |      |

## Palmarés

### Torneos nacionales
| Título             | Club                      | País      | Año  |
| ------------------ | ------------------------- | --------- | ---- |
| Primera B Nacional | Aldosivi de Mar del Plata | Argentina | 2018 |

### Otros logros
| Logro                      | Club        | País      | Año     |
| -------------------------- | ----------- | --------- | ------- |
| Ascenso a Primera División | Club Olimpo | Argentina | 2012/13 |
| Ascenso a Primera División | Instituto   | Argentina | 2022    |